# Final Scratch
Final Scratch es una herramienta para DJ creada por la compañía holandesa N2IT y la colaboración de los DJ Richie Hawtin (también conocido como Plastikman) y John Acquaviva que permite la manipulación y reproducción de fuentes de audio digital utilizando vinilo y tocadiscos tradicionales. Busca combinar la versatilidad del audio digital con el control táctil que proporciona el turntablism con el vinilo.